# NGC 7176
NGC 7176 est une vaste galaxie elliptique située dans la constellation du Poisson austral. Sa vitesse par rapport au fond diffus cosmologique est de 2 237 ± 24 km/s, ce qui correspond à une distance de Hubble de 33,0 ± 2,4 Mpc (∼108 millions d'al). NGC 7176 a été découverte par l'astronome britannique John Herschel en 1834.

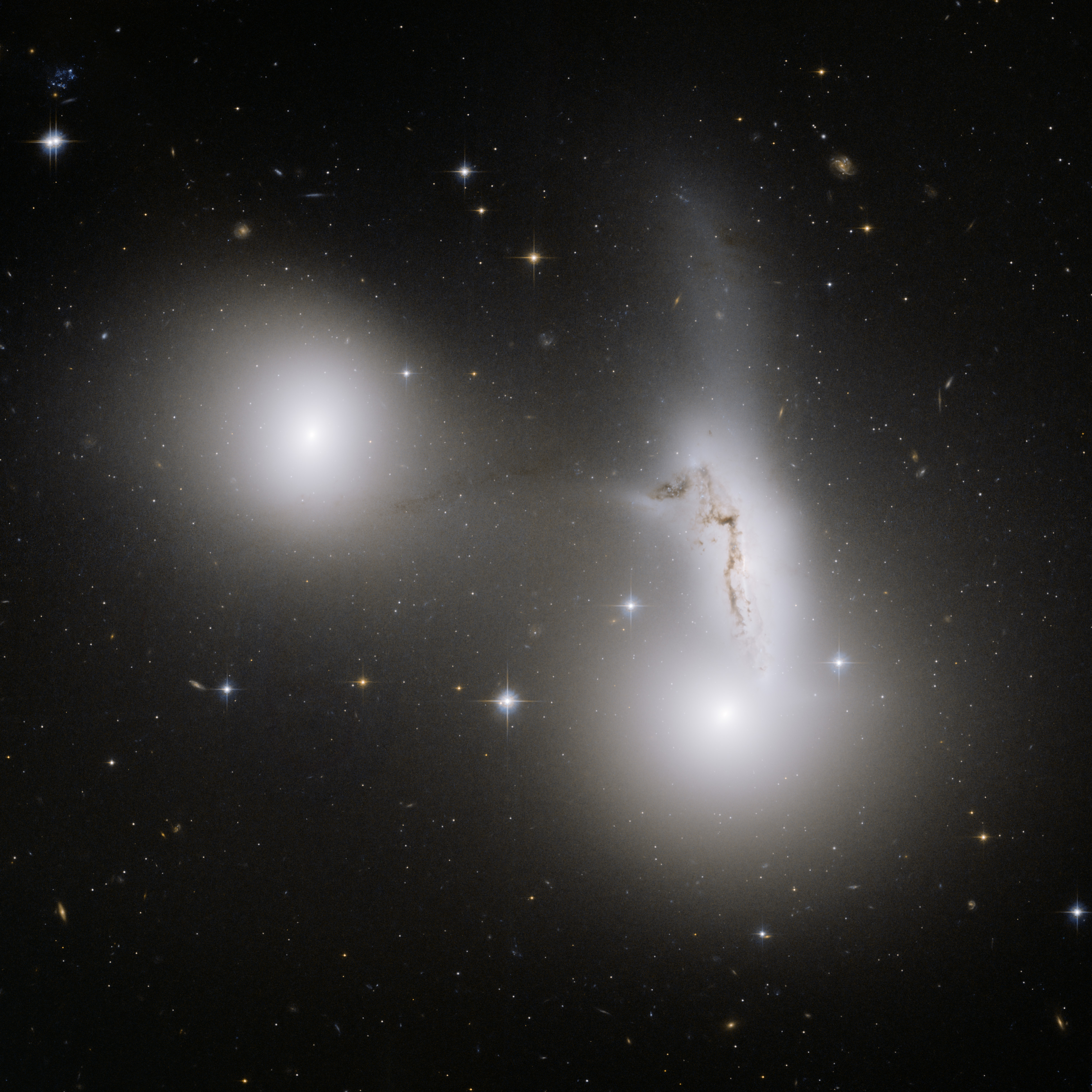
Les galaxies NGC 7173 (à gauche), NGC 7174 (à droite) et NGC 7176 (en bas) par le télescope spatial Hubble.

NGC 7176 présente une large raie HI. En raison d'une brillance de surface égale à 10,92 mag/am2, on peut qualifier NGC 7176 de galaxie présentant une brillance de surface élevée.
À ce jour, 15 mesures non basées sur le décalage vers le rouge (redshift) donnent une distance de 35,673 ± 14,418 Mpc (∼116 millions d'al), ce qui est à l'intérieur des valeurs de la distance de Hubble.

## Groupe d'IC 5156
Selon A. M. Garcia, NGC 7176 fait partie du groupe d'IC 5156. Ce groupe de galaxies renferme au moins 14 membres. Les autres galaxie sont NGC 7154, NGC 7163, NGC 7172, NGC 7173, NGC 7174, NGC 7187, IC 5156 et six autres galaxies du catalogue ESO.
D'autre part, les galaxies NGC 7173, NGC 7174 et NGC 7176 forment un triplet de galaxies,.

### Groupe compact de Hickson 90
NGC 7176 est également membre du groupe compact de Hickson 90 (HCG 90). Ce groupe compte au total quatre galaxies. Les trois autres galaxies du groupe sont NGC 7172, NGC 7173 et NGC 7174.

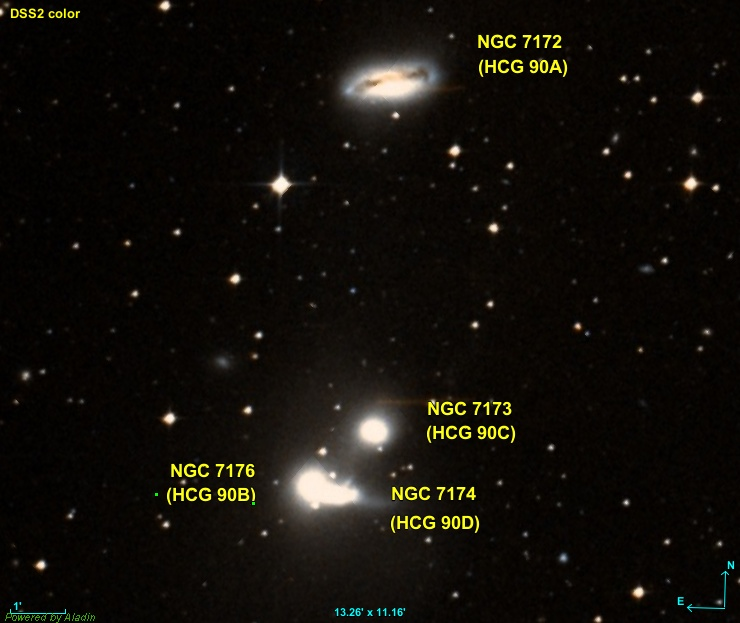
Les quatre galaxies du groupe compact de Hickson 90.